# Mathématiques chinoises
Les mathématiques chinoises sont apparues vers le XIe siècle av. J.-C. Les Chinois développèrent de manière autonome des notations pour les grands nombres et les nombres négatifs, les décimaux et une notation positionnelle pour les représenter, le système binaire, l'algèbre, la géométrie et la trigonométrie ; leurs résultats précèdent souvent de plusieurs siècles les résultats analogues des mathématiciens occidentaux.
Les mathématiciens chinois n'utilisèrent pas une approche axiomatique, mais plutôt une méthode algorithmique et des techniques algébriques, culminant au XIIIe siècle avec la création par Zhu Shijie de la méthode des quatre inconnues.

## Les débuts des mathématiques en Chine

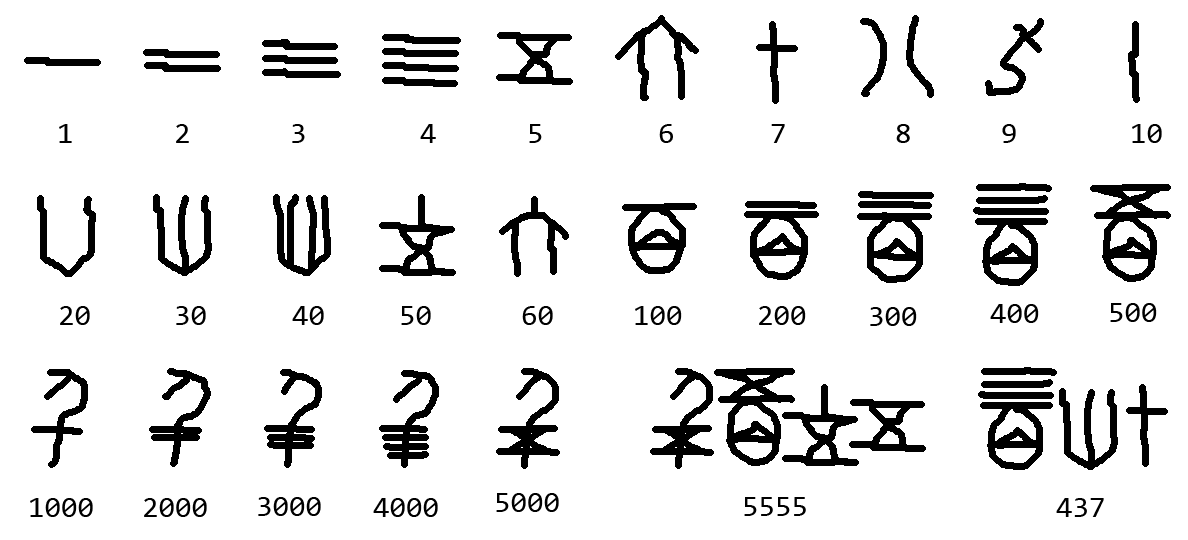
Système de numération en écriture ossécaille.

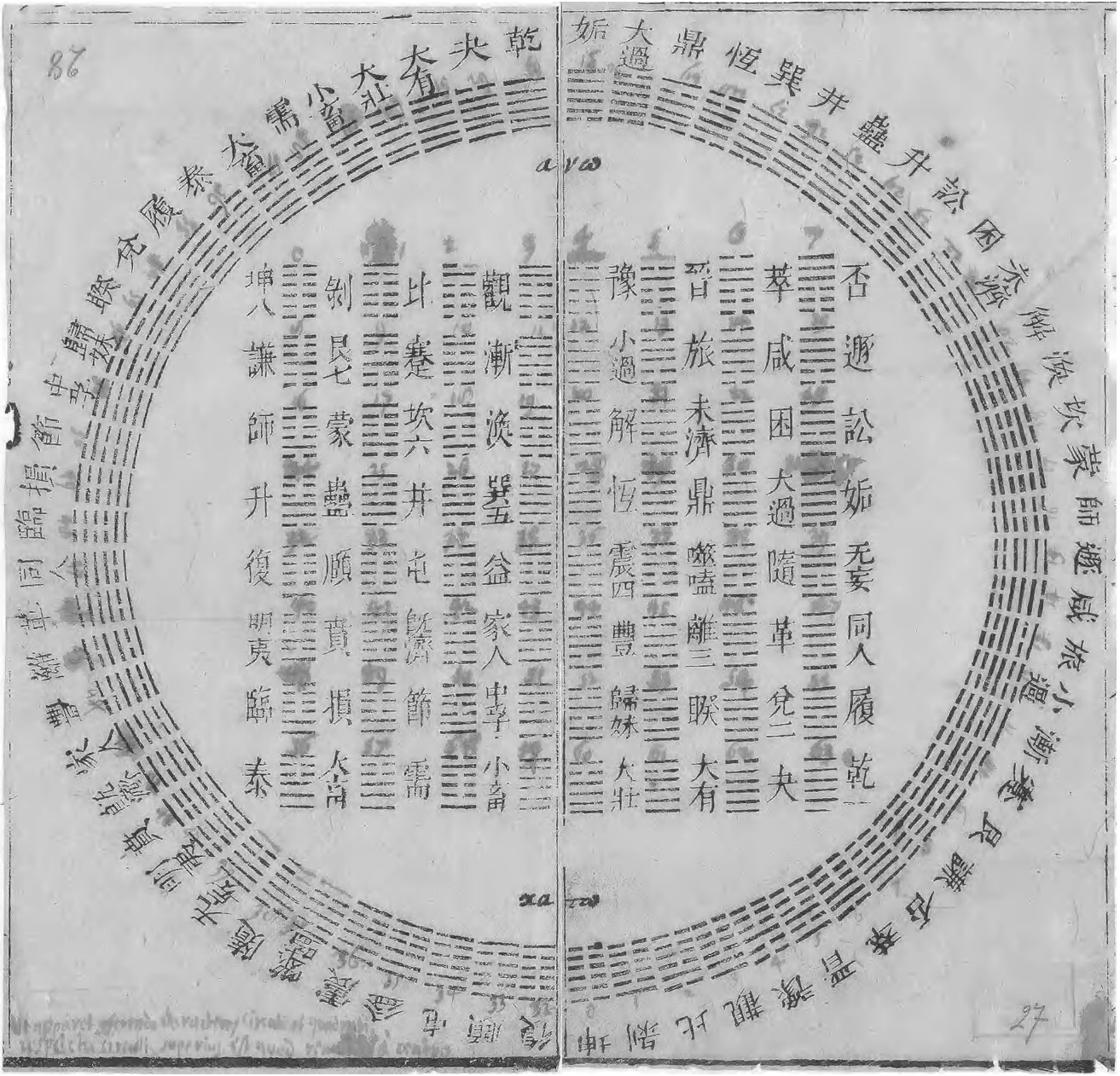
Le diagramme des 64 hexagrammes du Yi Jing que Joachim Bouvet envoya à Leibniz en 1701.

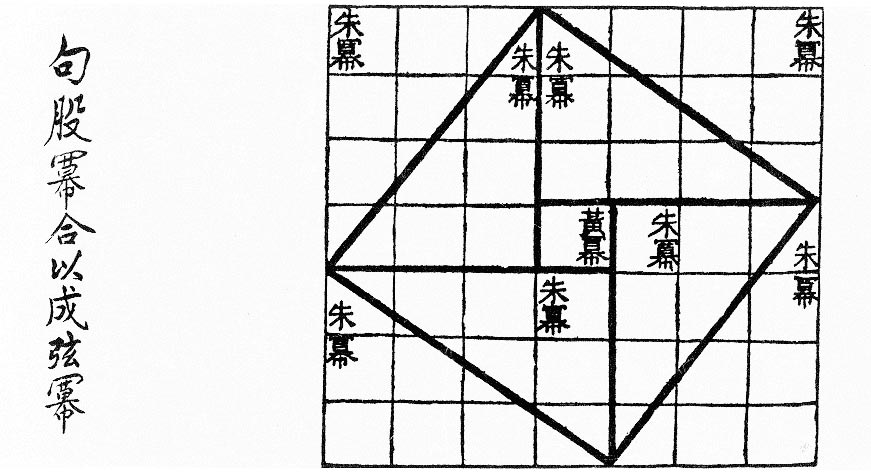
Preuve sans mots de ce que le triangle (3, 4, 5) est rectangle, figurant dans le Zhoubi Suanjing.

La connaissance qu'on a des mathématiques chinoises avant 254 av. J.-C. est fragmentaire, et même après cette date, les traditions manuscrites sont souvent obscures : les dates précédant la période classique sont généralement conjecturales. Quelques découvertes archéologiques permettent de remonter plus loin, mais on ne dispose de rien de comparable à ce qu'on connait des mathématiques mésopotamiennes ou égyptiennes (tablettes, papyri, etc.).
Des calculs simples en écriture ossécaille remontent à la dynastie Shang (1600–1050 av. J.-C.). Le Yi Jing est le plus ancien ouvrage ayant survécu qui ait un contenu mathématique (il a également grandement influencé la littérature durant la dynastie Zhou, entre 1050 et 256 av. J.-C.) : il fait une utilisation sophistiquée des hexagrammes dont Leibniz a fait remarquer qu'ils constituent une numération en système binaire ; par ailleurs, dès la période Shang, les Chinois avaient développé un système décimal complet, et des techniques arithmétiques leur permettant des calculs astronomiques élaborés[réf. souhaitée].
Durant la dynastie Zhou, les mathématiques constituaient l'un des six Arts (en) (Liù Yì, 六艺) que les étudiants devaient assimiler. Les six Arts prennent leur source dans le confucianisme, et leur maîtrise parfaite était demandée du parfait gentilhomme, l'équivalent chinois de l'« homme de la Renaissance ».
Le plus ancien traité de géométrie chinoise vient du Mo Jing (墨經), ensemble de textes philosophiques compilés vers 330 av. J.-C. par les disciples de Mozi (墨子). On y trouve des analyses de beaucoup de questions liées aux sciences physiques, et quelques informations purement mathématiques. Il donne une définition du point géométrique similaire à celle de l'atome de Démocrite, énonçant qu'une ligne se compose de parties, et que la partie qui ne peut se diviser en parties plus petites (et forme ainsi l'« extrémité » de la ligne) est un point. Tout comme dans la première et la troisième définition d'Euclide (ou dans les observations de Platon sur le « commencement d'une ligne »), le Mo Jing dit que « un point peut être à la fin (d'une ligne) ou à son début comme l'enfant peut se présenter par la tête à la naissance. (Pour son invisibilité) rien ne peut lui être comparé. ». Le Mo Jing affirme qu'un point est le plus petit concept, et ne peut être coupé en deux, puisque le « rien » n'a pas de moitié. Il donne ensuite des définitions pour la « comparaison des longueurs » et pour les « parallèles », des principes de mesure de l'espace et de l'espace borné. Il indique que des plans sans épaisseur ne peuvent être empilés, car ils se confondent dès qu'ils se touchent. Enfin, le livre donne des descriptions verbales des mots « circonférence », « diamètre », et « rayon », ainsi que la définition du volume.
L'histoire du développement mathématique de cette période manque néanmoins de témoignages précis, et la datation de certains textes fait encore débat. Ainsi, le Zhoubi Suanjing est en général daté entre 1200 et 1000 av. J.-C., mais beaucoup de chercheurs pensent qu'il fut corrigé et complété jusque vers 250 av. J.-C. Le Zhoubi Suanjing contient une démonstration détaillée du théorème de Gougu (variante du théorème de Pythagore), mais est surtout un recueil de calculs astronomiques.
La mention d'abaques apparait au IIe siècle av. J.-C., utilisés pour le « calcul avec des baguettes » (suan zi) dans lequel des petites tiges de bambou sont placés sur les cases successives d'un échiquier.

## Mathématiques sous la dynastie Qin
On sait en fait peu de choses des mathématiques de la dynastie Qin ou des périodes plus anciennes, en raison de l'évènement ayant pour mot d'ordre « brûler les livres et persécuter les lettrés » (fenshu kengru), vers 213 av. J.-C. Cependant, en 2009, l'université Tsinghua reçut une collection de plus de 2 500 lamelles en bambou, découvertes dans une tombe et datées de 305 av. J.-C. ; en 2014, un rapport préliminaire annonçait qu'elles contenaient entre autres la plus vieille table de multiplication (en base 10) connue.
La connaissance des mathématiques de cette période repose principalement sur l'étude des projets de travaux publics. La dynastie Qin créa un système standardisé de poids et mesures, qui permit de nouvelles constructions architecturales dont la plus célèbre est la Grande Muraille ; l'empereur Qin Shi Huang（秦始皇）ordonna également la construction d'un gigantesque mausolée (56 km2) contenant entre autres l'« armée de terre cuite » formée de milliers de statues grandeur nature. Tous ces travaux demandaient la connaissance de formules élaborées pour calculer volumes, aires et proportions.

## Mathématiques sous la dynastie Han

Système décimal (numération à bâtons) utilisant une notation positionnelle.

Durant la dynastie Han se développa un système de numération décimale positionnel, utilisé sur des abaques avec des baguettes à calculer appelées chousuan ; les chiffres sont représentés par neuf symboles, un espace blanc sur l'abaque représentant un zéro.
Les mathématiciens Liu Xin (en) (mort en 23) et Zhang Heng (78–139) améliorèrent beaucoup les approximations de pi utilisées jusque-là. Zhang utilisa également les mathématiques pour son travail en astronomie.

### Suàn shù shū
Le Livre sur les nombres et le calcul (Suàn shù shū) est un texte mathématique découvert en 1984 dans une tombe datant de l'an 186 (le début des Han de l'ouest) à Zhangjiashan, dans la province du Hubei. Écrit sur 190 lamelles de bambou, il fait environ 7 000 caractères. Bien que les relations de ce texte avec les Neuf chapitres soient encore sujet à débats académiques, une partie du contenu lui est clairement parallèle ; le texte du Suan shu shu est cependant beaucoup moins systématique, et semble formé de courtes sections plus ou moins indépendantes et provenant de diverses sources. Certains indices linguistiques font penser que le texte pourrait dater de la dynastie Qin.
Un exemple des techniques du Suàn shù shū est la méthode de calcul d'une racine carrée « par excès et défaut » (analogue à la méthode de Héron), décrite ainsi : « additionner l'excès et le défaut comme diviseur ; prendre le numérateur du défaut multiplié par le dénominateur de l'excès et l'ajouter au numérateur de l'excès multiplié par le dénominateur du défaut pour obtenir le dividende ».

### Les Neuf Chapitres sur l'art mathématique

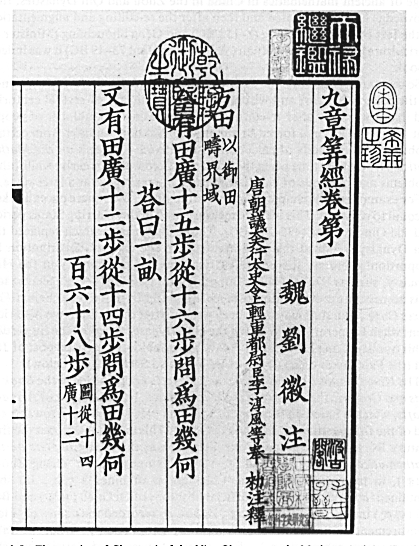
Les Neuf Chapitres sur l'art mathématique.

Les Neuf Chapitres sur l'art mathématique (九章算術 ou 九章算术 ; pinyin : Jiǔzhāng Suànshù) est un livre anonyme compilé entre le IIe siècle av. J.-C. et le Ier siècle av. J.-C. ; il est parvenu jusqu'à nous par le travail de copie des scribes. Les méthodes sont exposées de manière progressive, et données en vue d'applications pratiques.
Un des livres de mathématiques chinoises ayant eu la plus grande influence, il est composé de 246 problèmes répartis en neuf chapitres : arpentage, agriculture, association d'intérêts, ingénierie, impôts, calculs divers, solution d'équations, propriétés des triangles rectangles. Le chapitre huit en particulier se consacre à la résolution de systèmes d'équations linéaires, utilisant des nombres positifs ou négatifs, le dernier problème étudiant un système de quatre équations à cinq inconnues ; on trouve dans ce chapitre des indications de la méthode d'élimination de Gauss et de la règle de Cramer. L'intérêt pour des dispositions remarquables des chousuan (qui explique peut-être également l'apparition en Chine des premiers carrés magiques) amène l'auteur des Neuf Chapitres à décrire sa méthode de résolution des systèmes par manipulations d'une matrice de coefficients pour l'amener à une forme triangulaire.

### L'enseignement des mathématiques
On sait par le Livre des Han postérieurs qu'à la fin de la dynastie Han, au IIe siècle, ces livres de mathématiques (en particulier les Neuf chapitres) étaient utilisés pour l'enseignement, et par exemple qu'ils furent étudiés par Zheng Xuan (en). Christopher Cullen affirme cependant que les mathématiques, comme la médecine, étaient alors généralement enseignées oralement ; l'étude du style des ouvrages précédents tendrait à montrer qu'ils furent ainsi compilés à partir de plusieurs sources orales.

## Les mathématiques de lapériode des Trois Royaumes

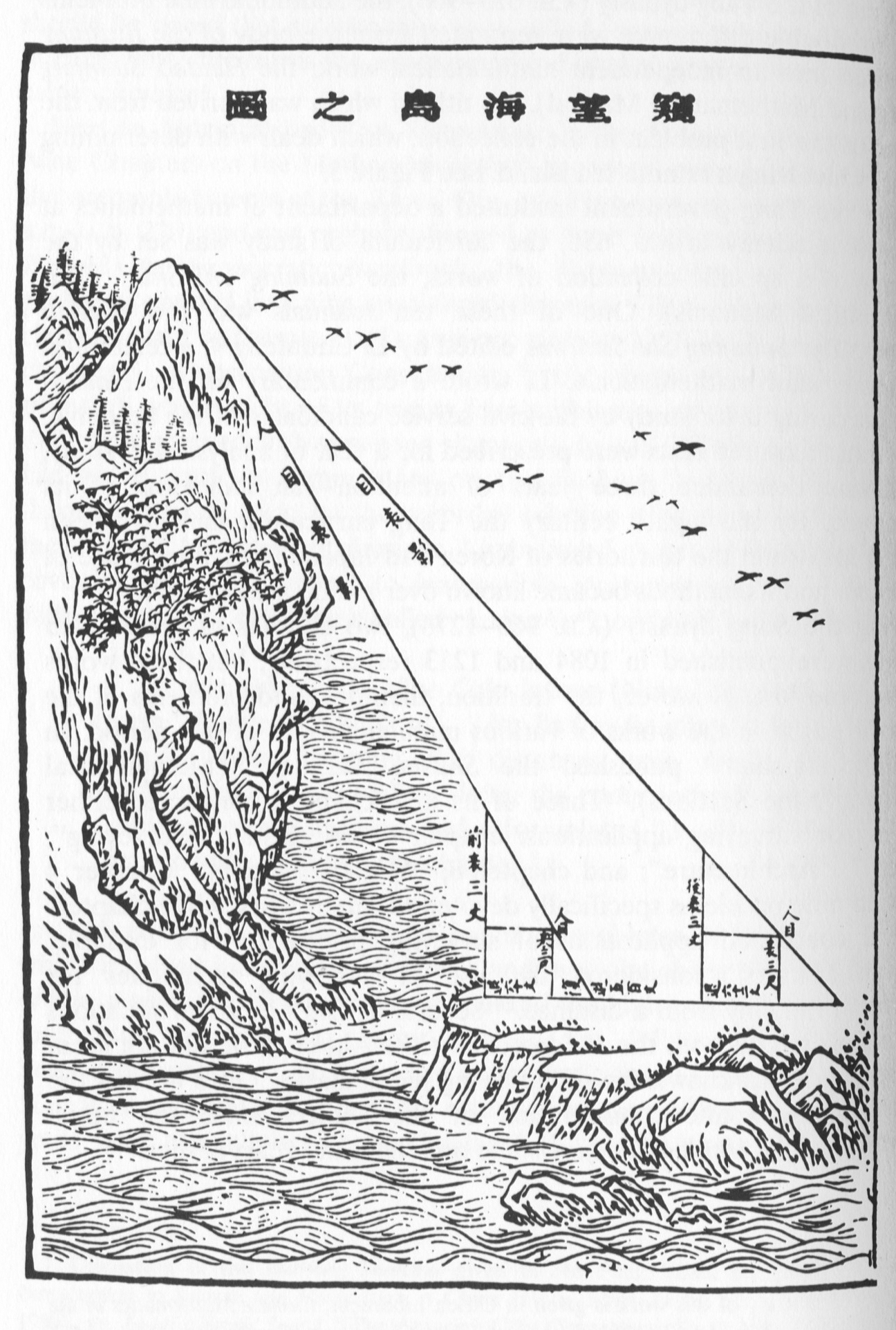
Mesure de la distance d'une île par Lui Hui.

Au IIIe siècle, Liu Hui écrivit un commentaire des Neuf chapitres, ainsi que le Haidao suanjing (en) (海岛算经, Manuel de l'Île en mer), un traité de trigonométrie et d'arpentage utilisant le théorème de Pythagore et des triangulations triples et quadruples,. À l'aide de l'algorithme qu'il développa, il fut le premier mathématicien à calculer π = 3,1416 (à 10−5 près). Il découvrit la méthode des indivisibles, qui lui permit de déterminer le volume d'un cylindre, et développa des éléments de calcul intégral et différentiel.

Fractions approchant π.

Au IVe siècle, un autre mathématicien renommé, Zu Chongzhi (429–500), introduisit le Da Ming Li (大明曆, Calendrier de la grande clarté), un calendrier spécialement conçu pour prédire les évènements cosmiques périodiques (comme les éclipses). Sa biographie provient essentiellement du Livre des Sui, mais on sait à présent qu'il faisait partie d'une famille de mathématiciens. Il utilisa l'algorithme de Liu Hui appliqué à un polygone de 12 288 côtés pour obtenir une valeur de π comprise entre 3,1415926 et 3,1415927 (cette approximation resterait la plus précise jusqu'aux travaux de l'école du Kerala, 900 ans plus tard). Il utilise également la méthode d'interpolation de He Chengtian pour obtenir de bonnes approximations par des fractions qu'il utilise dans ses travaux mathématiques et astronomiques, obtenant en particulier {\displaystyle {\tfrac {355}{113}}} comme approximation de π. Avec son fils Zu Geng, Zu Chongzhi utilisa la méthode des indivisibles pour déterminer le volume de la sphère. Son ouvrage, Zhui Shu (綴述, Méthodes d'interpolation), supprimé du cursus mathématique durant la dynastie Song, fut perdu par la suite. On pense que ce traité contenait les formules précédemment mentionnées pour le volume de la sphère et la valeur de π, ainsi peut-être que des méthodes d'approximation (comme celles données par les fractions continues) en vue de calculs astronomiques[réf. souhaitée].
| étape 1 | étape 2   | étape 3 | étape 4      | étape 5                      | étape 6             | étape 7         | étape 8        |
| ------- | --------- | ------- | ------------ | ---------------------------- | ------------------- | --------------- | -------------- |
|         |           |         |              |                              |                     |                 |                |
|         | on décale | 4×2=8   | 5×2=10 8+1=9 | on efface le 20 et on décale | 4×8=32 et 90+32=122 | 5×8=40 et 4+2=6 | on efface le 8 |

Multiplication à l'aide de baguettes à calculer (remarquer la rotation des symboles en passant des unités aux dizaines) : 45 × 28 = 1260.

L'algorithme de division de Sun Zi, vers l'an 400.

L'algorithme de division de Al-Khwârizmî, au IX.

Vers 400 parut un manuel de mathématiques appelé Sun Zi Suan Jing (孙子算经, Classique de mathématiques de Maître Sun), mais on ne sait rien de son auteur (Sun Zi, c'est-à-dire Maître Sun). Ce manuel contient les descriptions les plus détaillées connues des algorithmes de multiplication et de division avec des baguettes à calculer. Bien qu'on ne sache rien des routes par lesquels ces techniques auraient pu se propager vers l'ouest, une comparaison de la méthode de Sunzi avec celle de Al-Khwârizmî cinq siècles plus tard (utilisant le système de numération indo-arabe, et qui finirait par donner la méthode de division en galère) montre une influence évidente. D'autre part, ce manuel expose pour la première fois (sous forme de problème) le théorème des restes chinois.
Au Ve siècle, un autre manuel, le Zhang Qiujian Suanjing (張邱建算经, Classique de mathématiques de Zhang Qiujian (de)) étudie les équations du premier et du second degré. À cette date, les Chinois maîtrisent les nombres négatifs, représentés dans les calculs par des bâtonnets rouges.

## Mathématiques sous la dynastie Tang

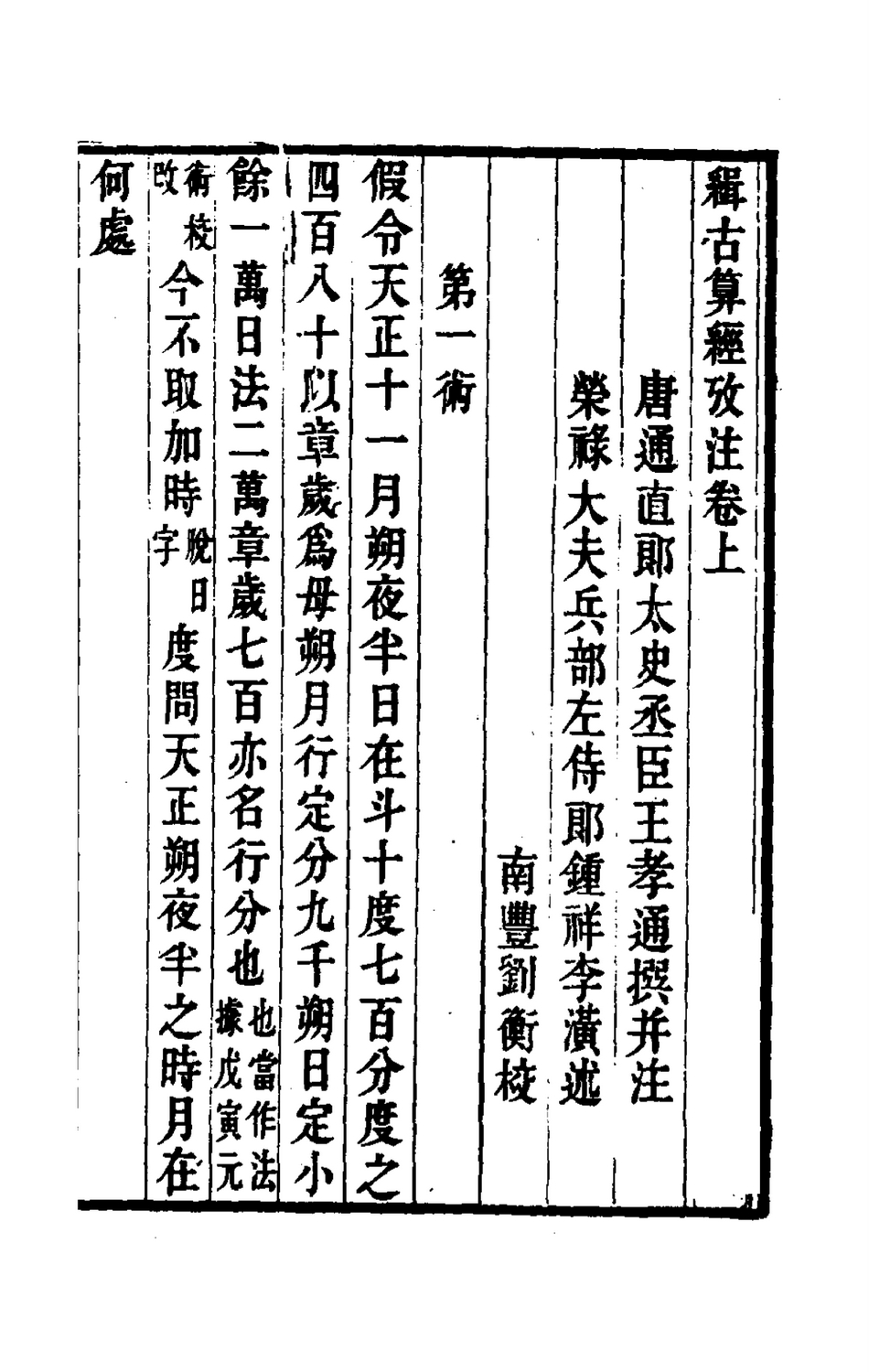
Un fac-similé de la version Siku Quanshu du livre de mathématiques de la dynastie Tang, Jigu Suanjing.

Sous la dynastie Tang, l'étude des mathématiques était devenue un standard des grandes écoles. L'ensemble intitulé Suànjīng shíshū (算经十书, Les dix textes canoniques sur le calcul (en)), une collection de dix ouvrages mathématiques compilée par le mathématicien Li Chunfeng (李淳风, 602－670)，formait les textes officiels sur lesquels les candidats étaient interrogés pour les examens impériaux ; la maîtrise de ces textes était censée prendre 14 années.
Wang Xiaotong, un grand mathématicien du début de la dynastie Tang, écrivit le Jigu Suanjing (缉古算经, Continuation des mathématiques anciennes), dans lequel apparaissent pour la première fois des équations du troisième degré.
C'est à cette époque, durant le règne de Namri Songtsen (qui mourut en 630) que les méthodes arithmétiques chinoises parvinrent au Tibet.
La table des sinus (en) du mathématicien indien Aryabhata fut traduite et incorporée dans le Kaiyuan Zhanjing (en) (开元占经, Traité d'Astrologie de l'ère Kaiyuan), compilé en 718, tandis que Yi Xing était crédité de la table des tangentes. Mais bien que les lignes trigonométriques soient connues des Chinois, ils utilisaient plutôt à cette époque des règles empiriques et approximatives, connues sous le nom de chong cha (méthode des doubles différences).

## Mathématiques sous les dynasties Song et Yuan
Sous l'empire des Song du Nord, le mathématicien Jia Xian développa une méthode d'extraction des racines carrées et cubiques par additions et multiplications, proche de la méthode de Horner.

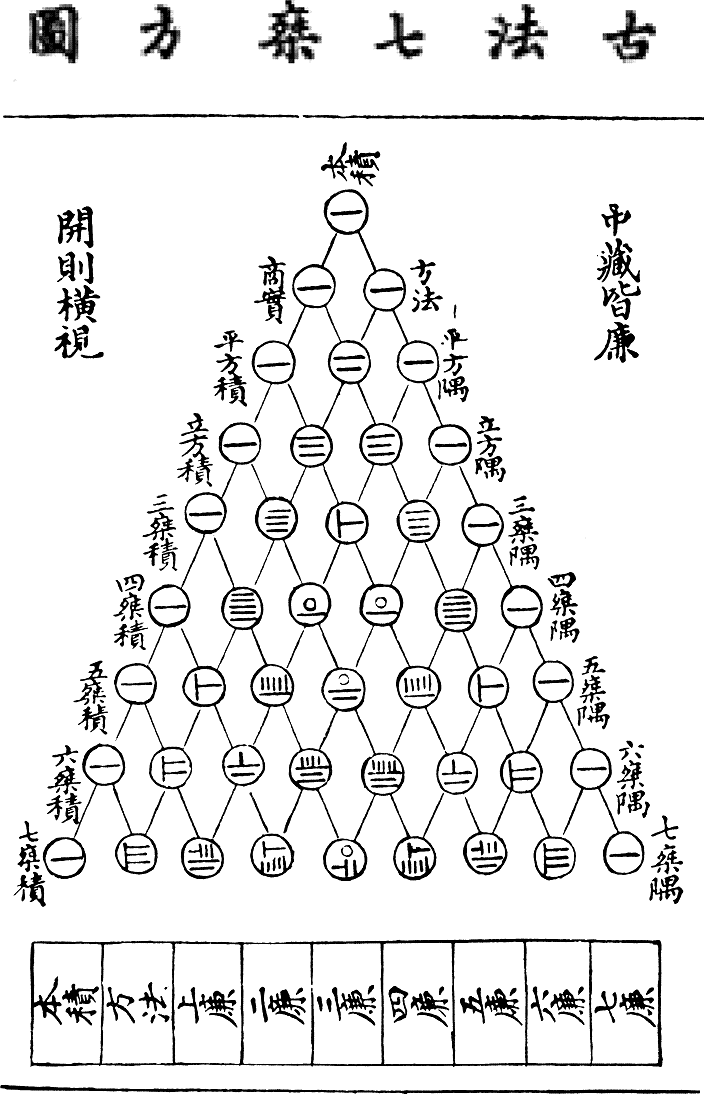
Triangle de Yang Hui (similaire au triangle de Pascal occidental) utilisant les baguettes à calculer, représenté dans une publication de Zhu Shijie en 1303.

Quatre mathématiciens exceptionnels marquent les dynasties Song et Yuan, en particulier aux XIIe et XIIIe siècles : Qin Jiushao (v.1202–1261), Li Ye (1192-1279), Yang Hui (v.1238-1298) et Zhu Shijie (1270-1330). Yang Hui, Qin Jiushao et Zhu Shijie utilisèrent la méthode de Ruffini-Horner (avec six cents ans d'avance) pour résoudre des systèmes d'équations linéaires, et des équations du second, troisième et quatrième degré. Yang Hui découvrit le triangle de Pascal, et démontra la formule du binôme. Li Ye explora une forme de géométrie algébrique basée sur le Tian yuan shu (en) ; son livre, le Ceyuan haijing (en), utilise de manière révolutionnaire des idées algébriques pour résoudre des problèmes traités jusque-là par le théorème de Pythagore. À la même époque, Guo Shoujing utilise la trigonométrie sphérique pour des calculs astronomiques plus précis. Le XIIIe siècle marque une renaissance des mathématiques chinoises ; le point culminant de cette période étant la publication des deux livres de Zhu Shijie, le Suanxue qimeng (en) et le Miroir de jade des quatre inconnues.

### Algèbre
Qin Jiushao fut le premier à introduire un symbole pour le zéro dans les mathématiques chinoises,. Une de ses plus importantes contributions est l'emploi de la méthode de Horner pour la résolution d'équations de degré élevé, par exemple une équation de degré dix.
Le triangle de Pascal, déjà décrit par Jia Xian vers 1100, fut utilisé pour la première fois par Yang Hui dans le Xiangjie Jiuzhang Suanfa (详解九章算法, Analyse des méthodes des Neuf Chapitres). Enfin, bien que le Suànxué qǐméng (算学启蒙, Introduction à l'étude du calcul), écrit par Zhu Shijie en 1299, ne contienne aucun résultat algébrique nouveau, il a eu un grand impact dans le développement des mathématiques japonaises.

#### Cèyuán hǎijing

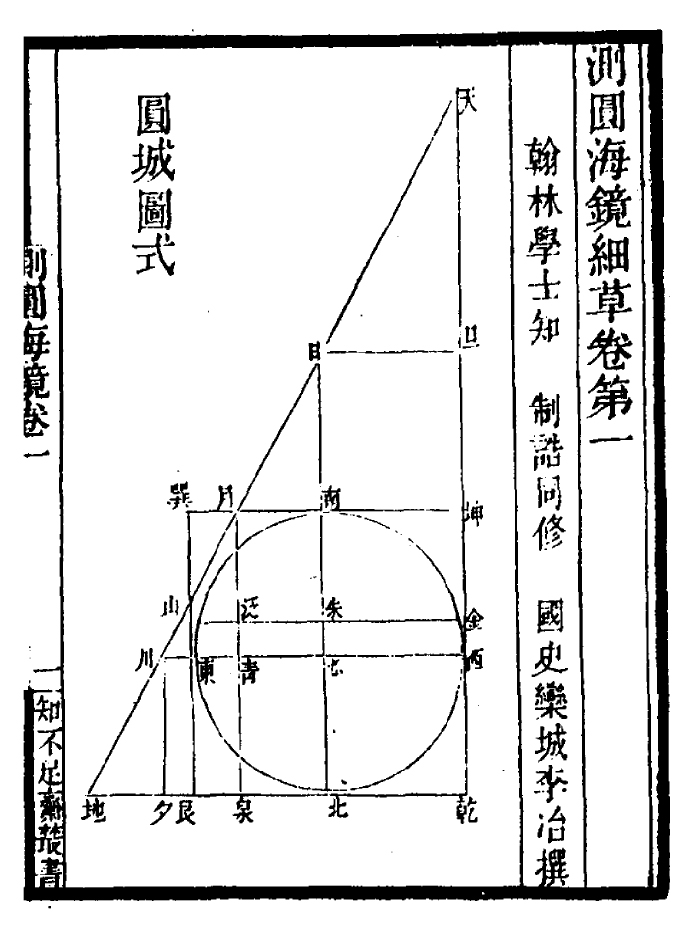
Cercle inscrit dans un triangle par la méthode de Li Ye : plan d'une ville circulaire.

Cercle magique de Yang Hui.

Le Cèyuán hǎijìng (en) (測圓海鏡, Miroir de la mer mesurant le cercle), est une collection de 692 formules et 170 problèmes concernant l'inscription d'un cercle dans un triangle. Écrit par Li Ye en 1248, il utilise le tian yuan shu (en) (天元术, méthode de l'élément céleste) pour convertir des problèmes de géométrie en des questions purement algébriques ; il utilise ensuite le fan fa (variante de notre méthode de Horner) pour résoudre les équations obtenues (pouvant aller jusqu'au degré 6), mais le livre ne détaille pas cette méthode de résolution.

#### Miroir de jade des quatre inconnues

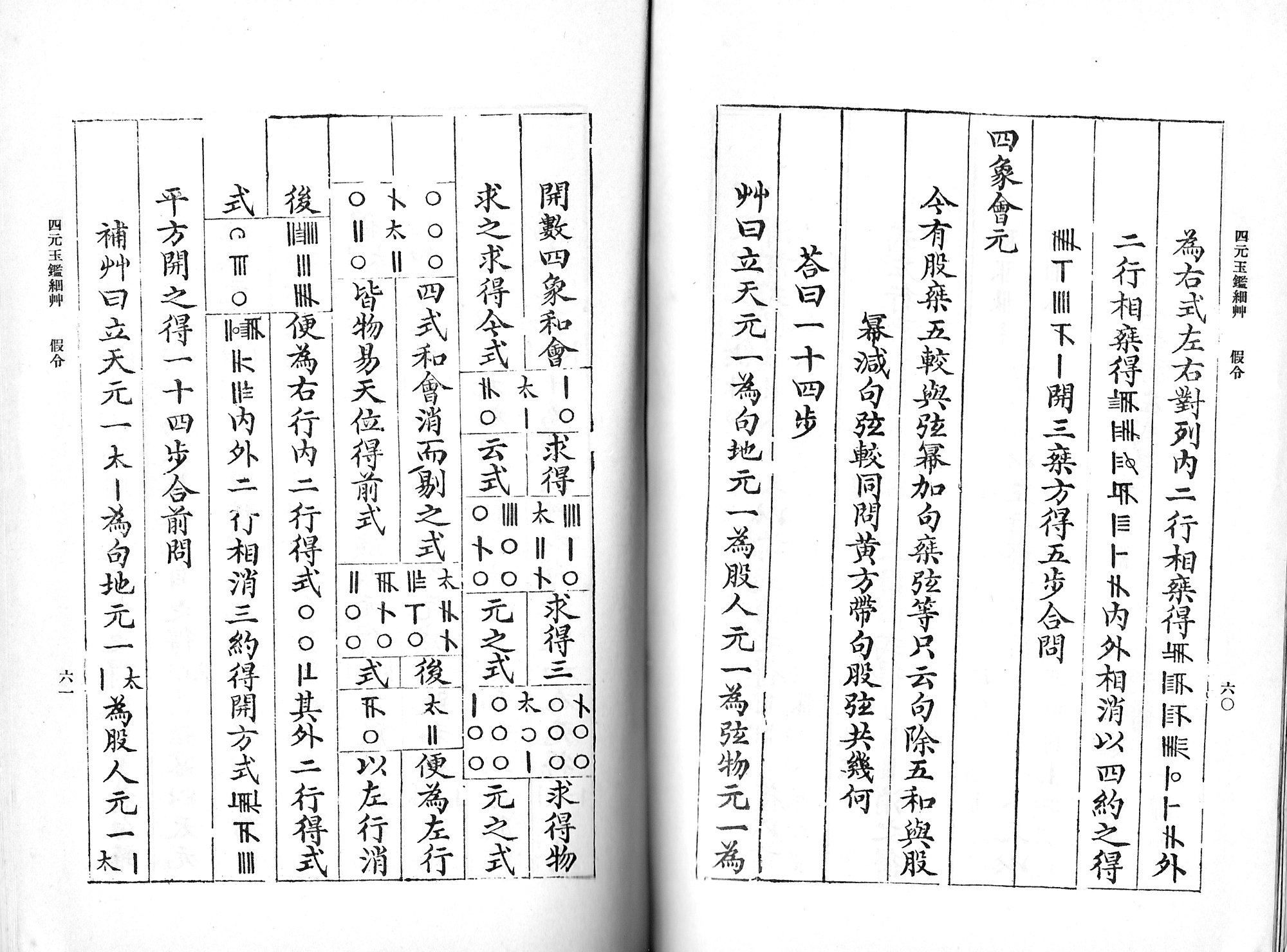
Fac-similé du Miroir de jade.

Le Siyüan yüjian (四元玉鑒, Miroir de jade des quatre inconnues), fut écrit par Zhu Shijie en 1303, et constitue le point culminant de l'algèbre chinoise. Les quatre éléments (le ciel, la terre, l'homme et la matière, à ne pas confondre avec les wuxing), représentent quatre quantités inconnues dans des équations algébriques. Le Siyüan yüjian traite de systèmes d'équations de degré pouvant aller jusqu'à 14. La méthode de résolution, appelée fan fa, est essentiellement la méthode de Horner.
Le livre s'ouvre sur un triangle de Pascal (où les nombres sont notés à l'aide d'un symbole pour le zéro, contrairement aux publications précédentes telles que le livre de Yang Hui).
Le Miroir de jade contient beaucoup de formules de sommation analogues aux formules de Faulhaber, données sans démonstration, par exemple :
{\displaystyle 1^{2}+2^{2}+3^{2}+\cdots +n^{2}={n(n+1)(2n+1) \over 3!}} ;
{\displaystyle 1+8+30+80+\cdots +{n^{2}(n+1)(n+2) \over 3!}={n(n+1)(n+2)(n+3)(4n+1) \over 5!}}.

#### Traité mathématique en neuf sections
Le Shùshū Jiǔzhāng (数书九章, Traité mathématique en neuf sections), fut écrit par Qin Jiushao en 1247 ; sa découverte d'une méthode de résolution de systèmes de congruences en fait le point culminant de l'analyse diophantienne chinoise.

#### Carrés et cercles magiques
Les plus anciens carrés magiques d'ordre supérieur à trois sont attribués à Yang Hui (vers 1265) ; il travailla avec des carrés d'ordre allant jusqu'à dix, donnant plusieurs exemples pour chaque ordre ; il inventa également les cercles magiques (en).

### Trigonométrie
Durant la dynastie Song, les besoins de calculs avancés pour l'astronomie et la construction de calendriers amenèrent le développement de la trigonométrie et de la trigonométrie sphérique. Shen Kuo utilisa des fonctions trigonométriques pour résoudre des problèmes portant sur les cordes et les arcs de cercles, obtenant en particulier l'approximation de l'arc de cercle s d'angle a, s = c + 2v2/d, où d est le diamètre du cercle, v est le sinus verse de a, et c est la longueur de la corde sous-tendant l'arc. Ce travail constitua la base des résultats de trigonométrie sphérique obtenus au XIIIe siècle par le mathématicien et astronome Guo Shoujing, qui lui permirent d'améliorer le calendrier chinois,. Utilisant une illustration du XVIIe siècle des démonstrations de Guo Shoujing, Joseph Needham écrit :

« Guo utilisa une pyramide sphérique à base carrée, de base formée d'un arc équatorial et d'un arc d'écliptique, et de deux arcs de méridiens, l'un d'eux passant par le point du solstice d'été... Ces méthodes lui permirent d'obtenir les valeurs des degrés de l'équateur correspondant à des degrés de l'écliptique (du lü), les valeurs des cordes pour des arcs d'écliptique donnés (ji cha), et les différences entre cordes d'arcs différant de un degré (cha lü). »

## Développements ultérieurs

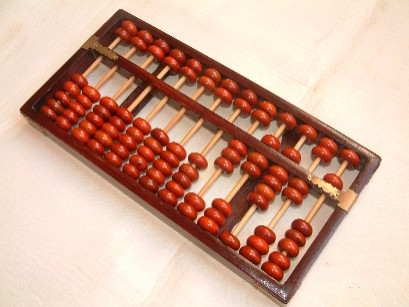
Suanpan (boulier chinois) moderne.

Après la chute de la dynastie Yuan, les Chinois se méfièrent des techniques qu'elle utilisait. Durant la dynastie Ming (de 1368 à 1644), ils se détournèrent des mathématiques et de la physique, favorisant la botanique et la pharmacologie.
Durant cette période, le boulier chinois (suanpan), qui était mentionné depuis le IIe siècle en concurrence avec le « calcul avec des baguettes » (suanzi) prend sa forme actuelle et devient l'instrument de calcul privilégié. Le prince Zhu Zaiyu utilise un boulier à 81 positions pour calculer les racines carrées et cubiques de 2 avec une précision de 25 chiffres.
Ce passage des baguettes aux bouliers accélère les calculs, mais provoque un déclin des raisonnements mathématiques : la richesse des figures créées avec des baguettes avait amené de nombreuses innovations, depuis la multiplication « en croix » des fractions jusqu'à la méthode de réduction de Gauss et à la création de représentations par des matrices. Mais durant la dynastie Ming, les mathématiciens se préoccupèrent plutôt de perfectionner les algorithmes pour le boulier ; de nombreux ouvrages décrivant ces techniques parurent à cette époque, au détriment d'idées mathématiques nouvelles.
Au début du XVIIe siècle, les premiers ouvrages occidentaux parviennent en Chine, avec la traduction en 1607 des six premiers livres des Éléments d'Euclide par Xu Guangqi et par Matteo Ricci (à partir de la version de Clavius) ; vers 1700, les premiers résultats d'analyse dus à Newton, Gregory, etc. sont transmis par des missionnaires jésuites et vont permettre en particulier à Minggatu de développer une approche extrêmement originale du calcul des séries. L'étude et l'enseignement des mathématiques continue cependant de stagner, et il faudra attendre la fin du XIXe siècle pour que soient publiées en chinois (par la London Missionary Society Press de Shanghai) des traductions d'ouvrages d'astronomie, d'algèbre et de calcul différentiel et intégral dues à Joseph Edkins, Alexander Wylie (en) et Li Shanlan.

## Sources
- Kiyosi Yabuuti (trad. du japonais par Kaoru Baba et Catherine Jami), Une histoire des mathématiques chinoises, Paris, Belin, coll. « Regards sur la science », 2000, 191 p. (ISBN 2-7011-2404-2).
- (en) Carl Benjamin Boyer (rev. by Uta C. Merzbach), A History of Mathematics, New York, Wiley, 1991, 2e éd. (ISBN 0-471-54397-7)
- (en) Joseph Dauben, The Mathematics of Egypt, Mesopotamia, China, India, and Islam : A Sourcebook, Princeton (N.J.), Princeton University Press, 2007, 685 p. (ISBN 978-0-691-11485-9, lire en ligne), « Chinese Mathematics »
- (en) Jean-Claude Martzloff, A History of Chinese Mathematics, Springer, 1996 (ISBN 3-540-33782-2)
- (en) Joseph Needham, Science and Civilization in China : Volume 3, Mathematics and the Sciences of the Heavens and the Earth, Taipei, Caves Books, Ltd., 1986
- (en) Yoshio Mikami, The Development of Mathematics in China and Japan, Bibliothèque du Congrès, 61-13497, 1913